# 中里バスストップ

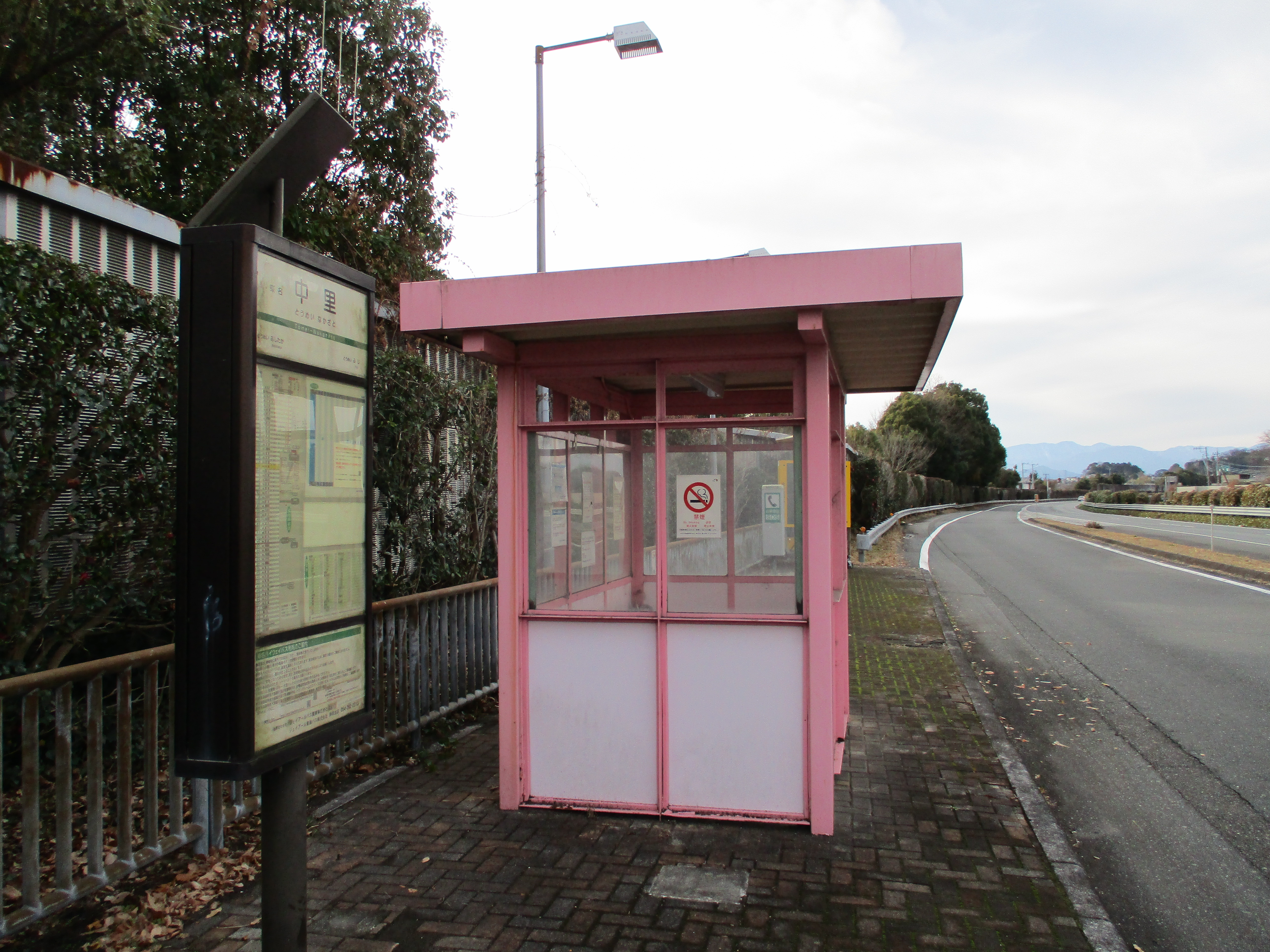
下り線側施設（2022年1月）

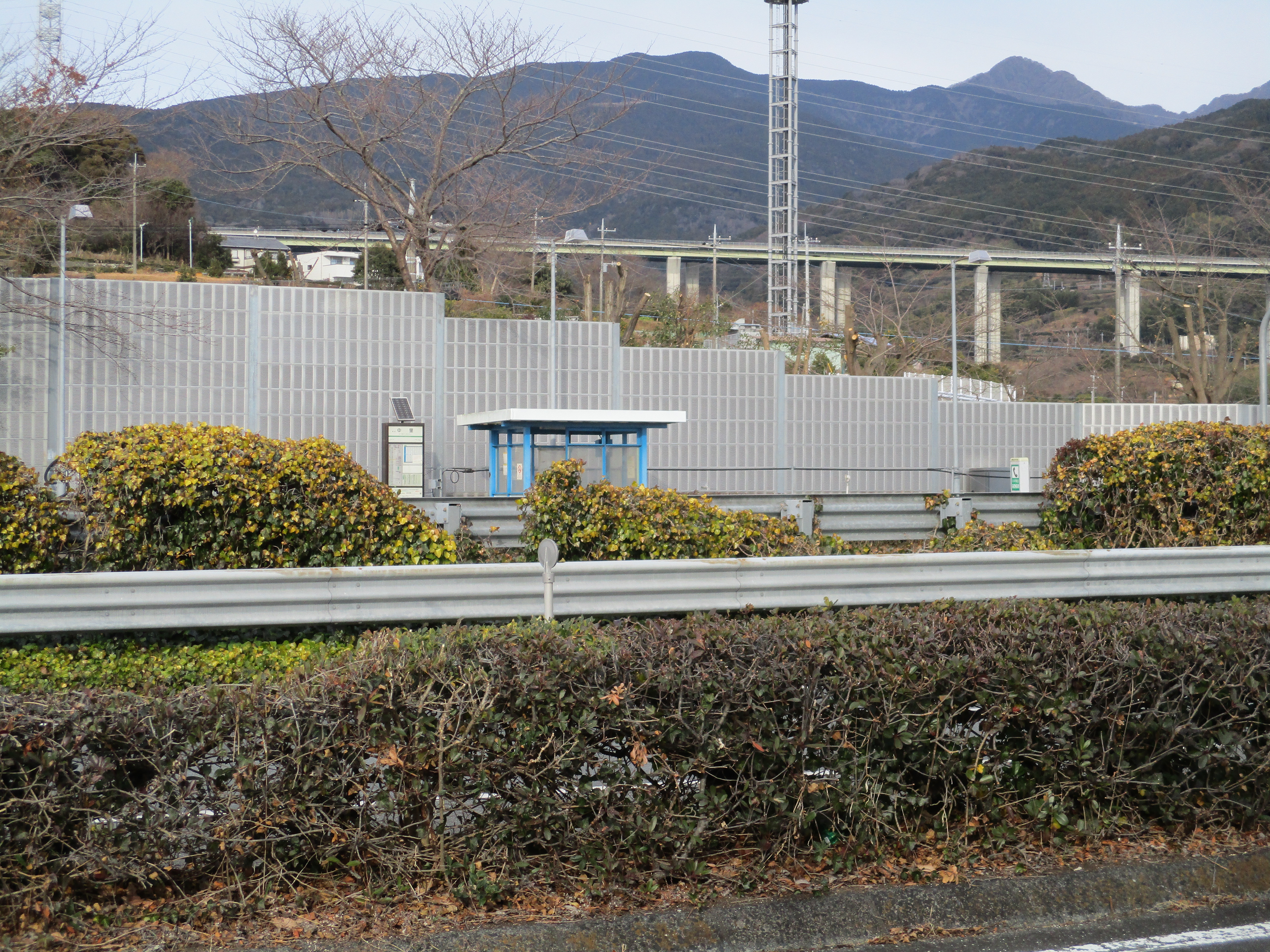
上り線側施設（2022年1月）

中里バスストップ（なかざとバスストップ）は、静岡県富士市の東名高速道路本線上にあるバス停留所である。東名中里（とうめいなかざと）とも言う。
このバス停留所の前後区間は渋滞しやすい。東名ハイウェイバスの急行便が全便停車する。

## 歴史
- 1969年6月10日： 開設
- 2017年11月6日 - 2018年7月31日：東名高速道路沼津IC - 富士IC間のリニューアルプロジェクトに伴い、休止扱いになっていた[1]。

## 停車する路線
- 東名ハイウェイバス（東京 - 御殿場 - 静岡）（JRバス関東、JRバステック、JR東海バス）

## 隣接のバス停
- 富士BS - 中里BS - 愛鷹BS

## 乗り換え
- 富士急静岡バス 『公会堂前』バス停
- 岳南電車 須津駅

## 距離
- 東京駅から133.6 km